# Le Carton
 (juin 2010).
Si vous disposez d'ouvrages ou d'articles de référence ou si vous connaissez des sites web de qualité traitant du thème abordé ici, merci de compléter l'article en donnant les références utiles à sa vérifiabilité et en les liant à la section « Notes et références ».
 (juin 2010).
Pour les articles homonymes, voir Le Carton (film) et Carton.
Le Carton est une comédie de Clément Michel qui a été jouée plus de 700 fois au Lucernaire, à la Comédie de Paris et au théâtre des Variétés entre 2001 et 2004 à Paris, dans une mise en scène d'Eric Hénon et Clément Michel.
Cette pièce a été adaptée au cinéma sous la direction de Charles Nemes, dans le film homonyme sorti en 2004. La pièce s'est jouée également en Italie et en Pologne.
Le Carton est revenu sur scène à Paris, en 2010, au Théâtre Trévise et au Tristan Bernard et en 2011 au Palais des Glace dans une mise en scène d'Arthur Jugnot et David Roussel.
La pièce a été montée à Rome, à Varsovie. Elle se joue depuis septembre 2012 au Mexique et depuis avril 2013 à Madrid.

## Argument
C'est l'histoire d'un déménagement qui n’était pas prévu, mettant en scène sept personnages qui ne sont jamais au bon endroit au bon moment. Entre les cartons à faire et les comptes à régler...

## Distribution à la création en2001
À la création au Lucernaire
- Clément Michel : Antoine
- Stéphane Henon : Vincent
- Vincent Lambert : Lorenzo
- David Roussel : David
- Audrey Dana : Marine
- Virginie Caliari : Émilie
- Karine Isambert : Katia

## Distribution à la reprise en2010
Au Théâtre Trévise, au Théâtre Tristan Bernard et au Palais des Glaces
- Romain Thunin : Antoine
- Djamel Mehnane ou Alban Lenoir: Vincent
- Jérémy Malaveau : Lorenzo
- Damien Jouillerot ou François Civil : David
- Héléna Soubeyrand ou Vanessa Guide : Marine
- Mona Walravens : Émilie
- Anne Serra : Katia

## Critiques
- « Ce chassé-croisé d’amour et d’amitié est un vrai régal. Les situations sont tordantes et les répliques mordantes.» Le Parisien[source insuffisante]
- « Le Carton a tout pour emballer: des personnages bien dessinés, un rythme trépidant, des rebonds à tiroirs...» À nous Paris[source insuffisante]
- « Coïncidences fâcheuses, quiproquos et contretemps s’enchaînent dans une mécanique précise. » Elle[source insuffisante]
- « Le Carton modernise le vaudeville en misant sur le concept très en vogue de la bande de potes... Cette comédie est terriblement distrayante. » VSD[source insuffisante]
- « Les enfants de Feydeau et copains de la bande de Friends .» Pariscope[source insuffisante]